# Megahexura
Megahexura is een geslacht van spinnen uit de familie Megahexuridae.

## Soorten
Het geslacht kent de volgende soorten:
- Megahexura fulva (Chamberlin, 1919)